# Allianz Gruppe in Österreich

Allianz Logo

Die Allianz Gruppe in Österreich (kurz: Allianz Österreich) ist eine Konzerngesellschaft der Allianz SE, dem weltgrößten Versicherungskonzern und einem der größten Finanzdienstleistungskonzerne mit Sitz in München. In Österreich ist die Allianz seit 1860 am Markt und zählt damit zu den traditionsreichsten Unternehmen des Landes. Ihr Angebot reicht von der Versicherung über Vorsorge bis zur Vermögensveranlagung. Die Allianz verfügt in Österreich über 1,1 Millionen Kunden und hat etwa 3.100 Mitarbeiter.

## Geschichte

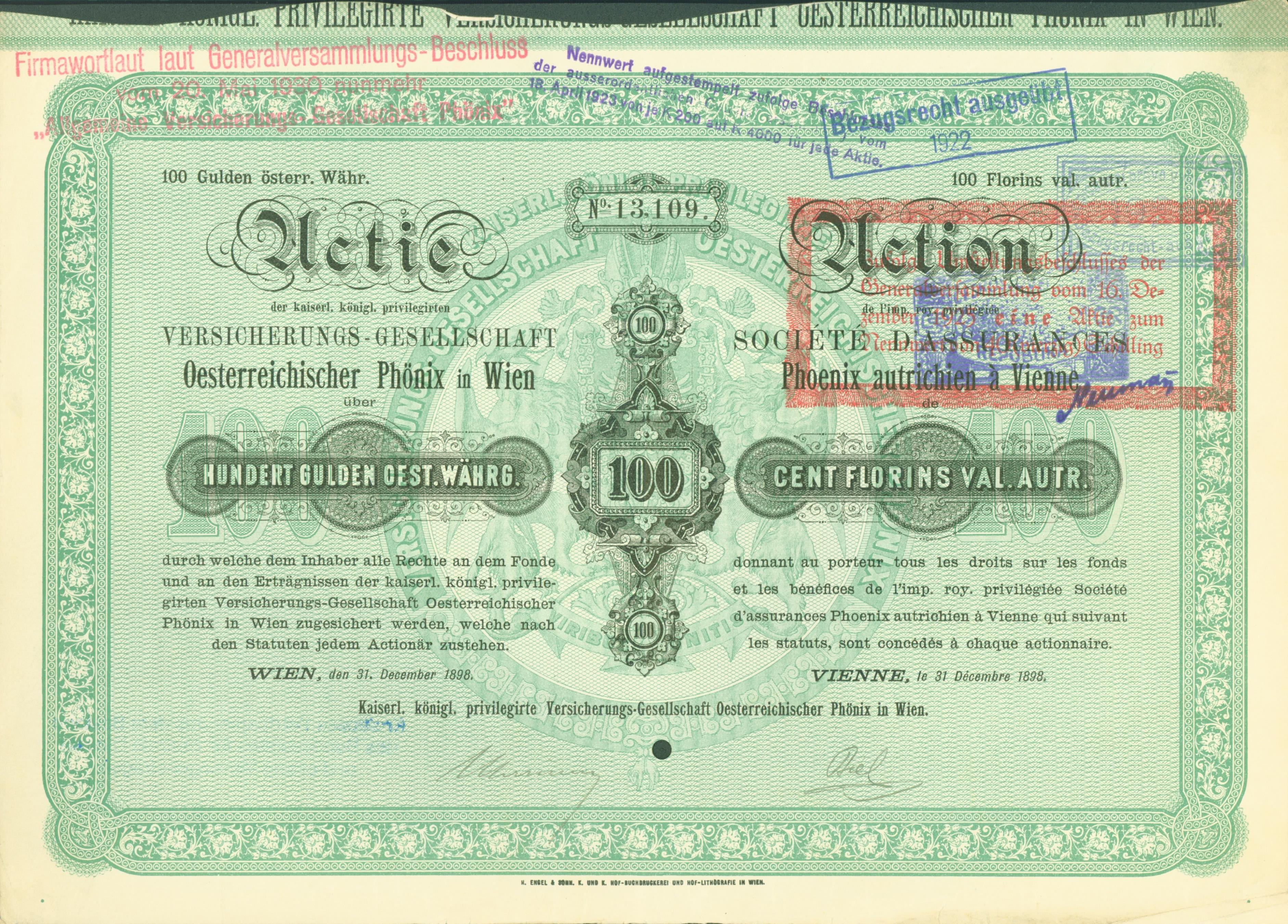
Aktie über 100 Gulden der Versicherungs-Gesellschaft Oesterreicher Phönix vom 31. Dezember 1898

Die österreichische Allianz wurde 1860 unter dem Namen Österreichischer Phönix in Wien gegründet. Sie hat sich rasch in der Donaumonarchie zu einem der bedeutendsten Versicherungsunternehmen entwickelt, war europaweit und sogar in den Vereinigten Staaten tätig. Der Erste Weltkrieg hat die traditionelle Infrastruktur zerstört. Kerngeschäftsgebiet ist die Republik Österreich geworden, mit dem Schwerpunkt im Rückversicherungsgeschäft in den Nachfolgestaaten der Donaumonarchie. 1938 wurde die deutsche Allianz erstmals Aktionärin des Phönix, und es erfolgte die Umbenennung in Wiener Allianz Versicherungs-AG. Nach dem Zweiten Weltkrieg bedurfte es eines tiefgreifenden Wiederaufbaus der gesamten Industrie.
1960 wurde unter dem Namen Wiener Allianz Lebensversicherungs-AG eine eigene Lebensversicherungsgesellschaft gegründet. Seit 1973 wurde auch eine Krankenversicherung angeboten. 1991 erfolgte die ganzheitliche Aktienübernahme durch den Allianz-Konzern und die Ablösung eines gut 50%igen Anteils der Generali. Nun gab es in Österreich drei zum Allianz-Konzern gehörende Gesellschaften, eben jene zwei Wiener Allianz Gesellschaften (Schaden/Unfall, Kranken, Leben) und die von der Allianz 1977 von der RAS gekaufte Anglo-Elementar Versicherungs-AG. Es folgte eine Konsolidierung struktureller Natur, die schließlich nach Bildung einer Verwaltungsgemeinschaft 1997 in einer Fusion mündete. Hervorgegangen sind daraus der Schaden-/Unfall-/Krankenversicherer Allianz Elementar Versicherungs-AG sowie der Lebensversicherer Allianz Elementar Lebensversicherungs-AG.
Sukzessive wurde die Angebotspalette in alle Segmente der Finanzdienstleistung ausgedehnt, sodass heute das Leistungsspektrum von der Versicherung über die Vorsorge bis zur Vermögensverwaltung reicht.

## Bedeutung
Was die Marktpositionierung anbelangt, rangiert die Allianz Gruppe in Österreich auf dem 4. Platz und ist die Nr. 2 im Bereich der Betrieblichen Altersvorsorge. Darüber hinaus etabliert sich die Allianz mehr und mehr als Service-Provider in der Branche, z. B. ist sie mit ihrer Tochtergesellschaft TopReport der größte Kfz-Schadenbesichtiger der Branche.

## Vertrieb
Vertriebskanal Nr. 1 der Allianz ist der Exklusivvertrieb, aktuell durch angestellte Mitarbeiter und ebenfalls exklusiv für das Unternehmen arbeitende Agenten. Darüber hinaus gibt es Kooperationen mit ungebundenen Maklern. Aktuell verfügt die Allianz über 280 Standorte. Das Angebot umfasst die gesamte Finanzdienstleistungspalette.

## Gesellschaften der Allianz in Österreich
- Allianz Elementar Versicherungs-AG
  - Schadenversicherer
  - Unfallversicherer
  - Krankenversicherer
- Allianz Elementar Lebensversicherungs-AG
  - Lebensversicherer
- Allianz Investmentbank AG
  - Vermögensverwaltung für die Versicherungsgesellschaften
  - Vermögensverwaltung für Private
- Allianz Invest Kapitalanlagegesellschaft mbH
  - Wertpapierfondsprodukte für Versicherungsgesellschaften, industrielle und gewerbliche Kunden
  - Wertpapierfondsprodukte für Private
- Allianz Pensionskasse AG
  - überbetriebliche Pensionskasse
- Top Versicherungsservice GmbH
  - Vertragsverwaltung, Leistungsabwicklung und allgemeine Dienstleistungen für Allianz Elementar Versicherungs-AG und Allianz Elementar Lebensversicherungs-AG
- Allianz Vorsorgekasse AG
  - Vorsorgekasse
- Top MVK Datenmanagement GmbH
  - Erbringung von Dienstleistungen an Mitarbeitervorsorgekassen
  - Erbringung von Dienstleistungen in der automatisierten Datenverarbeitung und Informationstechnik
- Mondial Assistance (ehem. ELVIA)
  - Reiseversicherer
  - Assistanceleistungen

## Weblink
- Allianz Österreich